# Andrej Kurkov
Andrej Kurkov, född 23 april 1961 i byn Budogosjtj i Leningrad oblast i dåvarande Ryska SFSR, är en ukrainsk författare, bosatt i Kiev, Ukraina. 
Han har bott i Kiev sedan tidig barndom. 1983 tog han examen från Kievs statliga pedagogiska institut för främmande språk, och arbetade under en period som journalist. Därefter gjorde han militärtjänst som fångvaktare i ett fängelse i Odessa och fortsatte efter det som kameraman, manusförfattare och författare. Kurkov skriver på ryska, och hans verk blir flitigt översatta till andra språk. Hans böcker är förbjudna i Ryssland sedan 2014.
Hans främsta verk, som har fått internationell uppmärksamhet, är "Döden och Pingvinen. Boken som handlar om en journalist och författare, Viktor Aleksejevich Zolotarjov, som lever i det post-sovjetiska ukrainska samhället blir en grund för den surrealism, absurdism och existentiell underton som återfinns i boken. Viktor har som husdjur en pingvin, Misja, relationen mellan Viktor och Misja är djup och egenartad, och utvecklas till det absurda i uppföljaren "Pingvin försvunnen".
Kurkovs senaste bok Grå bin, som handlar en biodlare i ett område mellan den ukrainska och ryska fronten i Donbass, utkom på svenska våren 2023.

## Svensk bibliografi
- 2006 Döden och Pingvinen (Смерть постороннего), översättning: Ylva Mörk
- 2007 Pingvin försvunnen (Пикник на льду), översättning: Ylva Mörk
- 2009 Presidentens sista kärlek (Последняя любовь президента), översättning: Ylva Mörk
- 2018 Varför ingen klappar igelkotten (Почему ёжика никто не гладит), översättning: Tania Goryushina, förlag Tyanachu
- 2020 Igelkotten och presentmysteriet (Ёжик и подарочная путаница')', översättning: Tania Goryushina, förlag Tyanachu
- 2023 Dagbok från en invasion, översättning: Jesper Högström, Natur & Kultur
- 2023 Grå bin, översättning: Ylva Mörk, Natur & Kultur